# Brug 337
Brug 337 is een vaste brug in Amsterdam-Oost.
De verkeersbrug met veel ruimte voor voetgangers is gelegen in het Galileïplantsoen en overspant de Molenwetering, die hier ook in het midden ligt van het Archimedesplantsoen. De brug in de vorm van een grote duiker komt uit de pen van Piet Kramer en dateert van ongeveer 1928. Ze kostte destijds samen met drie andere bruggen over de Molenwetering 60.000 gulden. Kramer gebruikte daarbij zijn Amsterdamse Schoolstijl. Het bouwwerk heeft de typische kenmerken van Kramer. Een daarvan is de mengeling van baksteen en natuursteen in de vorm van graniet, die hier ook is toegepast in de dragende pijlers van de brug, die door die wisseling eruitzien als een stapel damstenen. De voor Kramer gebruikelijk siersmeedijzeren balustrades zijn hier tot een minimum beperkt, ze zijn alleen aan de uiteinden (landhoofden) toegepast. De balustrades op de brug zelf zijn van baksteen met een sierlint van metaal erop, gedragen door pijlertjes die ontstaan uit granieten blokjes. De brug is voor wat betreft het ontwerp een zusje van brug 338, die er bijna hetzelfde uitziet. De brug vormt een bouwkundig eenheid met brug 336, de walkanten zijn met elkaar verbonden.

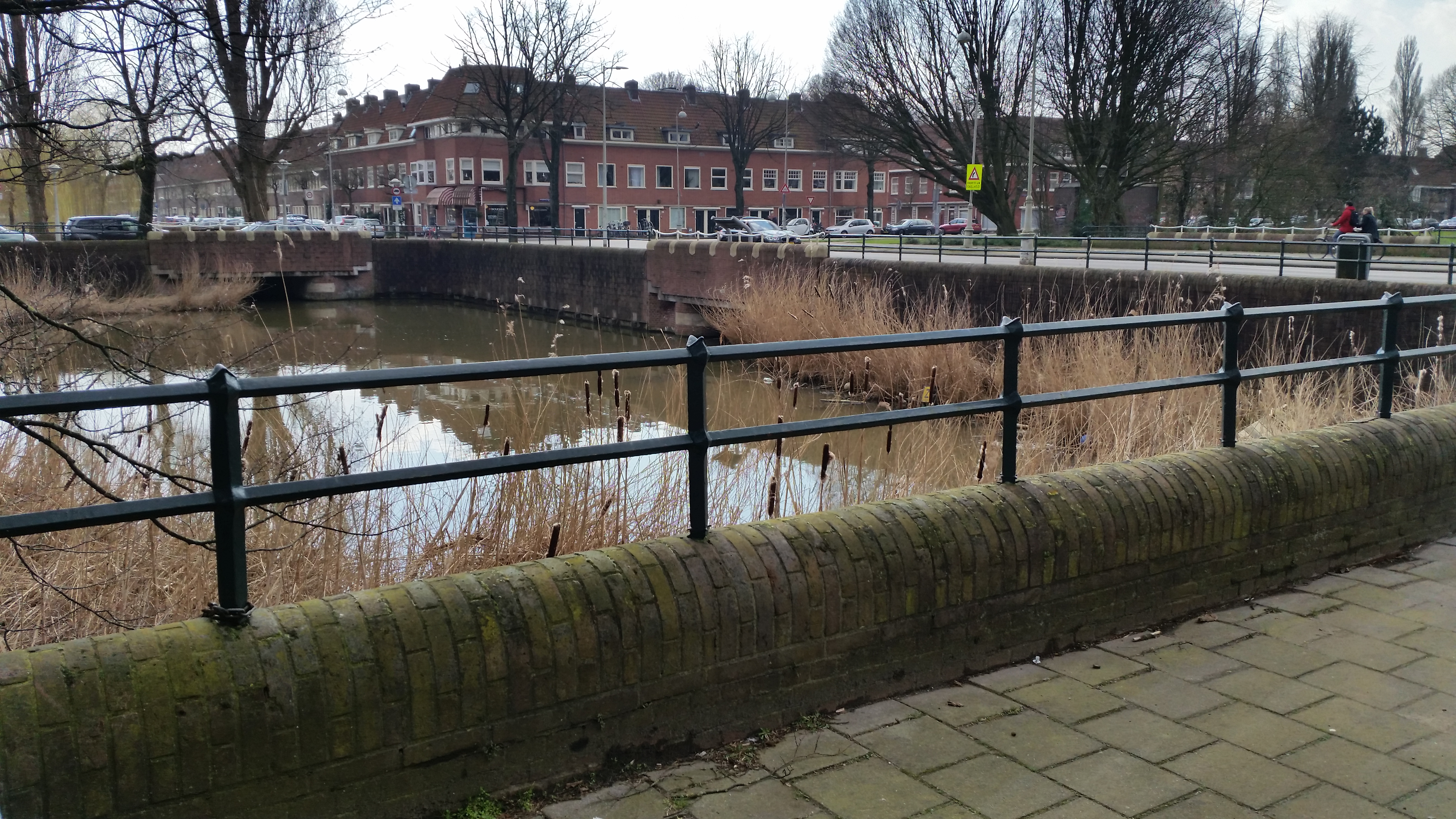
Brug 337 (links) en Brug 336 (rechts) in maart 2020

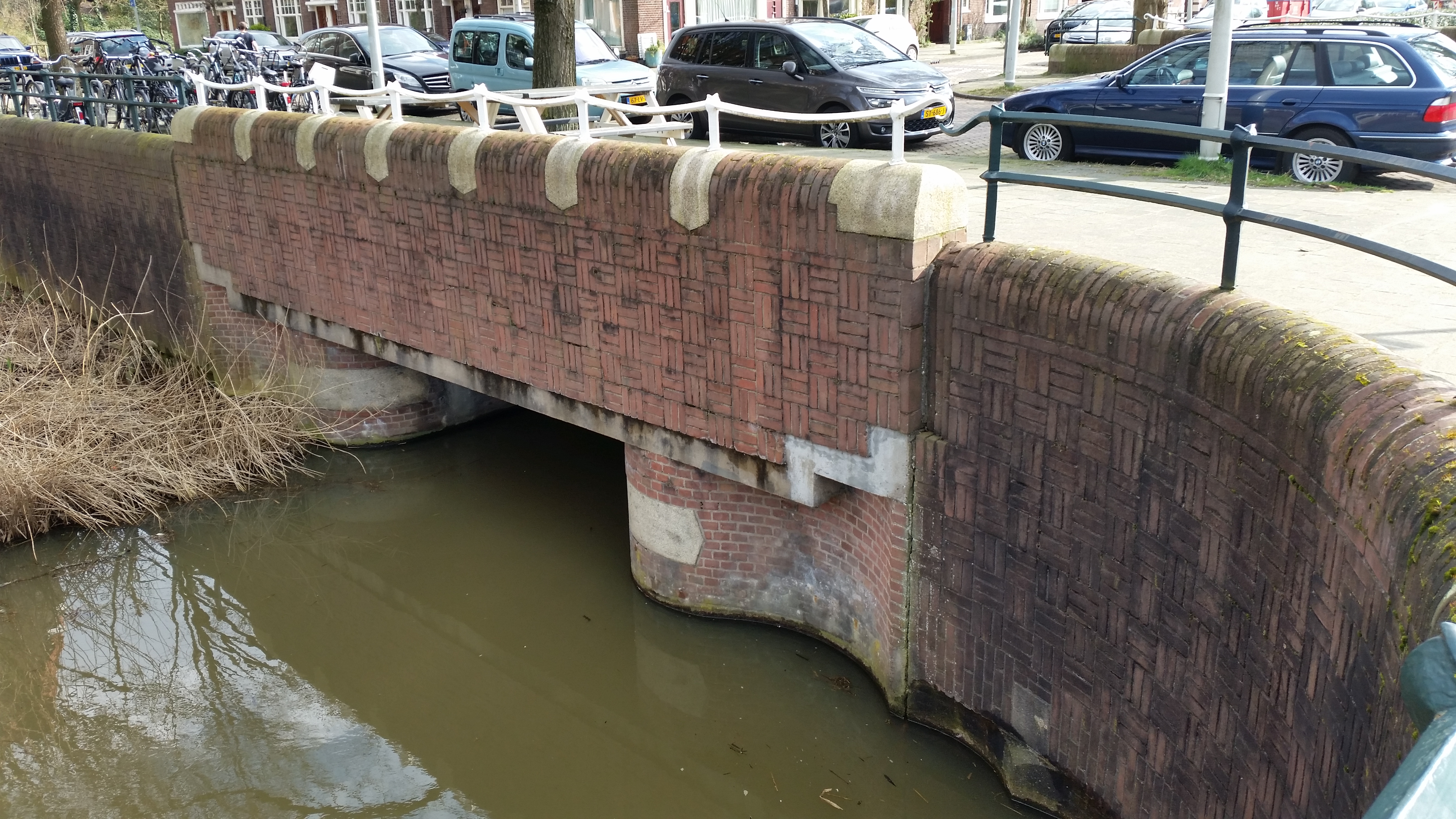
Metselverband in brug 337 (maart 2020)

<<< · 300 · 301 · 302 · 303 · 304 · 305 · 306 · 307 · 308 · 309 · 310 · 311 · 312 · 313 · 314 · 315 · 316 · 317 · 318 · 320 · 321 · 322 · 323 · 324 · 325 · 327 · 328 · 330 · 331 · 332 · 333 · 334 · 335 · 336 · 337 · 338 · 339 · 340 · 341 · 342 · 343 · 344 · 345 · 346 · 347 · 348 · 349 · 350 · 351 · 352 · 353 · 354 · 355 · 356 · 357 · 358 · 359 · 360 · 361 · 362 · 363 · 364 · 365 · 366 · 367 · 368 · 371 · 372 · 373 · 374 · 375 · 376 · 377 · 378 · 379 · 380 · 381 · 382 · 383 · 385 · 386 · 387 · 388 · 389 · 390 · 391 · 392 · 393 · 394 · 395 · 396 · 397 · 398 · 399 · >>>
Brugnummers 319, 326, 329 (tijdelijke duiker in de Ringspoordijk), 369, 370, 384 zijn niet (meer) vergeven.